# Vincenzo Montella
Vincenzo Montella (* 18. Juni 1974 in Pomigliano d’Arco, Italien) ist ein ehemaliger italienischer Fußballspieler und heutiger Fußballtrainer. Seit September 2023 ist er Cheftrainer der türkischen Fußballnationalmannschaft.

## Spielerkarriere

### Verein
Vincenzo Montella kam 1996 über den damaligen Drittligisten FC Empoli und den Serie-B-Klub CFC Genua zu Sampdoria Genua, wo er den Durchbruch in der Serie A schaffte. Am Ende der Saison 1996/97 belegte er hinter Filippo Inzaghi mit 22 Treffern den zweiten Platz in der Torschützenliste der Serie A. Im Jahr 1999 wechselte er zur AS Rom, bei dem er die größten Erfolge seiner Karriere feiern durfte und zur Winterpause der Saison 2006/07 an den FC Fulham, in die englischen Premier League, verliehen wurde. Im Sommer 2007 wechselte der Angreifer leihweise zu Sampdoria Genua und kehrte im Folgejahr erneut nach Rom zurück. Der Stürmer konnte danach nicht mehr an seine besten Zeiten anknüpfen und beendete im Jahr 2009 seine aktive Karriere.
Zu einem seiner berühmtesten Markenzeichen wurde ein Segler nach dem Torerfolg, was ihm den Spitznamen L’aeroplanino (das kleine Flugzeug) einbrachte.
Montellas Karriere war von vielen Höhen und, vor allem in entscheidenden Momenten, wohl noch mehr Tiefen geprägt, die möglicherweise einen, seinen Leistungen (141 Tore in 286 Serie-A-Spielen; 0,49 Tore pro Spiel) entsprechenden, höheren internationalen Bekanntheitsgrad verhinderten. Diese Statistiken liegen auf einem ähnlichen hohen Niveau von Stürmern, die in der Serie A zu internationalen Stars wurden (Christian Vieri 0,60; Andrij Schewtschenko 0,60; Gabriel Batistuta 0,58).
Sein größter Erfolg war der Gewinn der italienischen Meisterschaft mit der AS Rom im Jahre 2001.

### Nationalmannschaft
In der Nationalmannschaft absolvierte Montella 20 Einsätze und erzielte dabei drei Tore. Hierbei stand er sowohl bei der Europameisterschaft 2000 als auch bei der Weltmeisterschaft 2002 im italienischen Kader.

## Trainerkarriere
Im Sommer 2009 begann er seine Karriere als Trainer der Jugendabteilung der AS Rom. Am 21. Februar 2011 wurde er nach dem Rücktritt Claudio Ranieris neuer Trainer der 1. Mannschaft. 
Ab dem 9. Juni 2011 war er Trainer von Catania Calcio. Zur Saison 2016/17 übernahm Montella das Serie-A-Team der AC Mailand von Interimstrainer Cristian Brocchi. Er erhielt einen bis zum 1. Juli 2018 laufenden Vertrag, dessen Laufzeit 2017 um ein Jahr verlängert wurde. Am 23. Dezember 2016 gewann er mit der AC Mailand gegen Juventus Turin den italienischen Supercup. Am 27. November 2017 wurde er nach 20 gewonnenen Punkten aus 14 Spielen entlassen.
Am 28. Dezember 2017 wurde Montella Trainer des FC Sevilla. Am 28. April 2018 wurde er nach einer Niederlage bei UD Levante nach neun sieglosen Spielen in Folge entlassen. Am 10. April 2019 wurde er Trainer der AC Florenz. Er übernahm das Amt vom zurückgetretenen Stefano Pioli und hatte dieses bis Dezember 2019 inne. Am 1. September 2021 gab Adana Demirspor die Verpflichtung von Montella bekannt. Der italienische Trainer unterschrieb einen Zweijahresvertrag.
Nach der Saison 2022/23 verließ Montella Adana Demirspor und wurde am 21. September 2023 als neuer Trainer der Türkei bekanntgegeben. Montella ist nach Sandro Puppo, Giovanni Varglien und Leandro Remondini, der vierte italienische Trainer, welcher die türkische Auswahl trainiert.

## Titel

### Als Spieler
- Italienischer Meister: 2001 (AS Rom)
- Italienischer Pokalsieger: 2007 (AS Rom)
- Italienischer Supercupsieger: 2001 (AS Rom)

### Als Trainer
- Italienischer Supercupsieger: 2016 (AC Mailand)